# Gootau
Gootau est une ville du Botswana.